# KkStB 185
Die kkStB 185.01 war eine Tenderlokomotive der k.k. Staatsbahnen Österreichs.
Diese kleine ölgefeuerte Maschine war eine relativ moderne Verbundmaschine mit Joy-Steuerung.
Sie war in Prag stationiert, verblieb nach 1918 bei der ČSD und wurde ausgemustert, ohne eine eigene ČSD-Reihennummer erhalten zu haben.
Zwei weitere baugleiche Maschinen wurden von der kkStB 1905 als 185.02–03 bestellt, aber der Südbahngesellschaft für den Betrieb auf der Lokalbahn Laibach–Oberlaibach übergeben.